# Power Macintosh 4400
Power Macintosh 4400（オーストラリア等の幾つかの市場ではPower Macintosh 7220としても知られる）は、1996年から1998年までAppleが開発・販売を行っていたMacintoshの1機種。

## 概要
Power Macintosh 4400は、他のMacintoshと大きく異なり、フロッピーディスクドライブは右から左に移動して筐体はプラスチックから金属に変わった。Appleはモトローラとの共同開発で生産コストを下げ、これまでの独自の仕様から工業規格に基づいた部材に変更し、CHRPをベースとしたTanzaniaアーキテクチャを採用し、ロジックボードデザインを互換機と共有した。
同時に166MHz DOSカードを含む16 MiBのRAM.PC互換機のシステムを取り入れた。
最初の4400モデルはヨーロッパ市場のみで販売され、アップデートされた200 MHz 603eモデルがアメリカで1997年2月にPower Macintosh 4400として発売された。